# Popis epizoda serije Simpsoni
Simpsoni su američka animirana televizijska serija na Fox televiziji, parodija svakodnevnog američkog načina života.
Serija je svoju 500. epizodu premijerno imala 19. veljače 2012. godine. U rujnu 2014. započelo je prikazivanje 26. sezone. Brojne epizode Simpsona osvojile su nagrade, uključujući 31 nagrada Emmy, 30 nagrada Annie te nagradu Peabody.

## Sezone
| Sezona | Sezona | Broj epizoda | Originalni prikaz   | Originalni prikaz  |
| Sezona | Sezona | Broj epizoda | Premijera sezone    | Finale sezone      |
| ------ | ------ | ------------ | ------------------- | ------------------ |
|        | 1.     | 13           | 17. prosinca 1989.  | 13. svibnja 1990.  |
|        | 2.     | 22           | 11. listopada 1990. | 11. srpnja 1991.   |
|        | 3.     | 24           | 19. rujna 1991.     | 27. kolovoza 1992. |
|        | 4.     | 22           | 24. rujna 1992.     | 13. svibnja 1993.  |
|        | 5.     | 22           | 30. rujna 1993.     | 19. svibnja 1994.  |
|        | 6.     | 25           | 4. rujna 1994.      | 21. svibnja 1995.  |
|        | 7.     | 25           | 17. rujna 1995.     | 19. svibnja 1996.  |
|        | 8.     | 25           | 27. listopada 1996. | 18. svibnja 1997.  |
|        | 9.     | 25           | 21. rujna 1997.     | 17. svibnja 1998.  |
|        | 10.    | 23           | 23. kolovoza 1998.  | 16. svibnja 1999.  |
|        | 11.    | 22           | 26. rujna 1999.     | 21. svibnja 2000.  |
|        | 12.    | 21           | 1. studenog 2000.   | 20. svibnja 2001.  |
|        | 13.    | 22           | 6. studenog 2001.   | 22. svibnja 2002.  |
|        | 14.    | 22           | 3. studenog 2002.   | 18. svibnja 2003.  |
|        | 15.    | 22           | 2. studenog 2003.   | 23. svibnja 2004.  |
|        | 16.    | 21           | 7. studenog 2004.   | 15. svibnja 2005.  |
|        | 17.    | 22           | 11. rujna 2005.     | 21. svibnja 2006.  |
|        | 18.    | 22           | 10. rujna 2006.     | 20. svibnja 2007.  |
|        | 19.    | 20           | 23. rujna 2007.     | 18. svibnja 2008.  |
|        | 20.    | 21           | 18. rujna 2008.     | 17. svibnja 2009.  |
|        | 21.    | 23           | 27. rujna 2009.     | 23. svibnja 2010.  |
|        | 22.    | 22           | 26. rujna 2010.     | 22. svibnja 2011.  |
|        | 23.    | 22           | 25. rujna 2011.     | 20. svibnja 2012.  |
|        | 24.    | 22           | 30. rujna 2012.     | 19. svibnja 2013.  |
|        | 25.    | 22           | 29. rujna 2013.     | 18. svibnja 2014.  |
|        | 26.    | 22           | 28. rujna 2014.     | 17. svibnja 2015.  |
|        | 27.    | 22           | 29. listopada 2015. | 22. svibnja 2016.  |

## Epizode

### 1. sezona (1989./90.)
| Broj epizode | Epizoda u sezoni | Premijerno prikazana | Naziv epizode                       | Geg na školskoj ploči                            | Geg s kaučom                                                  |
| ------------ | ---------------- | -------------------- | ----------------------------------- | ------------------------------------------------ | ------------------------------------------------------------- |
| 1.           | 1.               | 17. prosinca 1989.   | "Simpsons Roasting on an Open Fire" | nema gega                                        | nema gega                                                     |
| 2.           | 2.               | 14. siječnja 1990.   | "Bart the Genius"                   | "I will not waste chalk"                         | Svi sjednu na kauč izguravši Barta u zrak.                    |
| 3.           | 3.               | 21. siječnja 1990.   | "Homer's Odyssey"                   | "I will not skateboard in the halls"             | Svi sjednu na kauč koji se prevrne zajedno s lampom.          |
| 4.           | 4.               | 28. siječnja 1990.   | "There's No Disgrace Like Home"     | "I will not burp in class"                       | Svi sjednu na kauč izguravši Homera na pod.                   |
| 5.           | 5.               | 4. veljače 1990.     | "Bart the General"                  | nema gega                                        | nema gega                                                     |
| 6.           | 6.               | 11. veljače 1990.    | "Moaning Lisa"                      | "I will not instigate revolution"                | Svi sjednu na kauč izguravši Maggie koju u padu uhvati Marge. |
| 7.           | 7.               | 18. veljače 1990.    | "The Call of the Simpsons"          | "I will not draw naked ladies in class"          | Svi sjednu na kauč. I to je to.                               |
| 8.           | 8.               | 25. veljače 1900.    | "The Telltale Head"                 | "I did not see Elvis"                            | Isti kao u 2. epizodi.                                        |
| 9.           | 9.               | 18. ožujka 1990.     | "Life on the Fast Lane"             | nema gega                                        | nema gega                                                     |
| 10.          | 10.              | 25. ožujka 1990.     | "Homer's Night Out"                 | "I will not call my teacher "Hot Cakes" "        | Isti kao u 3. epizodi.                                        |
| 11.          | 11.              | 15. travnja 1990.    | "The Crepes of Wrath"               | "Garlic gum is not funny"                        | Isti kao u 4. epizodi.                                        |
| 12.          | 12.              | 29. travnja 1990.    | "Krusty Gets Busted"                | "They are laughing at me, not with me"           | Isti kao u 6. epizodi.                                        |
| 13.          | 13.              | 13. svibnja 1990.    | "Some Enchanted Evening"            | "I will not yell "Fire!" in a crowded classroom" | Isti kao u 7. epizodi.                                        |

### 2. sezona (1990./91.)
| Broj epizode | Epizoda u sezoni | Premijerno prikazana | Naziv epizode                                           | Geg na školskoj ploči                        | Geg s kaučom                                                                          |
| ------------ | ---------------- | -------------------- | ------------------------------------------------------- | -------------------------------------------- | ------------------------------------------------------------------------------------- |
| 14.          | 1.               | 11. listopada 1990.  | "Bart Gets an F"                                        | "I will not encourage others to fly"         | Svi sjednu na kauč koji propadne kroz pod.                                            |
| 15.          | 2.               | 18. listopada 1990.  | "Simpson and Delilah"                                   | "Tar is not a plaything"                     | Svi počnu plesati egipatski ples te sjednu na kauč.                                   |
| 16.          | 3.               | 25. listopada 1990.  | "Treehouse of Horror"                                   | nema gega                                    | nema gega                                                                             |
| 17.          | 4.               | 1. studenog 1990.    | "Two Cars in Every Garage and Three Eyes on Every Fish" | "I will not Xerox my butt "                  | Svi sjednu na kauč koji se rastvori u krevet.                                         |
| 18.          | 5.               | 8. studenog 1990.    | "Dancin' Homer"                                         | "I will not trade pants with others"         | Svi sjednu na kauč osim Maggie koja izviri kroz Marginu kosu.                         |
| 19.          | 6.               | 15. studenog 1990.   | "Dead Putting Society"                                  | "I am not a 32 year old woman"               | Svi sjedne na kauč zajedno s mačkom Pahuljicom i psom Božićnjakovim malim pomoćnikom. |
| 20.          | 7.               | 22. studenog 1990.   | "Bart vs. Thanksgiving"                                 | "I will not do that thing with my tongue"    | Djeda sjedi na kauču i probudi se kad obitelj Simpson stigne.                         |
| 21.          | 8.               | 6. prosinca 1990.    | "Bart the Daredevil"                                    | "I will not drive the principal's car"       | Svi sjednu na kauč i Homer ga prevrne na stranu.                                      |
| 22.          | 9.               | 20. prosinca 1990.   | "Itchy & Scratchy & Marge"                              | "I will not pledge allegiance to Bart"       | Svi uđu u sobu i vide da kauč nedostaje.                                              |
| 23.          | 10.              | 10. siječnja 1991.   | "Bart Gets Hit by a Car"                                | "I will not sell school property"            | Homer sjedne na kauč izguravši sve s njega.                                           |
| 24.          | 11.              | 24. siječnja 1991.   | "One Fish, Two Fish, Blowfish, Blue Fish"               | "I will not cut corners "                    | Svi sjednu i kauč se prevrne u nazad.                                                 |
| 25.          | 12.              | 31. siječnja 1991.   | "The Way We Was"                                        | "I will not get very far with this attitude" | Isti kao u 14. epizodi.                                                               |
| 26.          | 13.              | 7. veljače 1991.     | "Homer vs. Lisa and the 8th Commandment"                | "I will not make flatulent noises in class"  | Isti kao u 15. epizodi.                                                               |
| 27.          | 14.              | 14. veljače 1991.    | "Principal Charming"                                    | "I will not belch the national anthem"       | Isti kao u 17. epizodi.                                                               |
| 28.          | 15.              | 21. veljače 1991.    | "Oh Brother, Where Art Thou?"                           | "I will not sell land in Florida"            | Isti kao u 18. epizodi.                                                               |
| 29.          | 16.              | 7. ožujka 1991.      | "Bart's Dog Gets an F"                                  | Isti kao u 23. epizodi                       | Isti kao u 19. epizodi.                                                               |
| 30.          | 17.              | 28. ožujka 1991.     | "Old Money"                                             | "I will not grease the monkey bars"          | Isti kao u 20. epizodi.                                                               |
| 31.          | 18.              | 11. travnja 1991.    | "Brush with Greatness"                                  | "I will not hide behind the Fifth Amendment" | Isti kao u 21. epizodi.                                                               |
| 32.          | 19.              | 25. travnja 1991.    | "Lisa's Substitute"                                     | nema gega                                    | Isti kao u 22. epizodi.                                                               |
| 33.          | 20.              | 2. svibnja 1991.     | "The War of the Simpsons"                               | "I will not do anything bad ever again"      | Isti kao u 23. epizodi.                                                               |
| 34.          | 21.              | 9. svibnja 1991.     | "Three Men and a Comic Book"                            | "I will not show off"                        | Isti kao u 24. epizodi.                                                               |
| 35.          | 22.              | 11. srpnja 1991.     | "Blood Feud"                                            | "I will not sleep through my education"      | Isti kao u 14. epizodi.                                                               |

### 3. sezona (1991./92.)
| Broj epizode | Epizoda u sezoni | Premijerno prikazana | Naziv epizode                       | Geg na školskoj ploči                           | Geg s kaučom                                                                           |
| ------------ | ---------------- | -------------------- | ----------------------------------- | ----------------------------------------------- | -------------------------------------------------------------------------------------- |
| 36.          | 1.               | 19. rujna 1991.      | "Stark Raving Dad"                  | "I am not a dentist"                            | Svi sjednu na kauč koji se prevrne unazad i probije zid.                               |
| 37.          | 2.               | 26. rujna 1991.      | "Mr. Lisa Goes to Washington"       | "Spitwads are not free speech"                  | Svi sjednu, a Homer izvuče Božićnjakovog malog pomoćnika iz kauča.                     |
| 38.          | 3.               | 3. listopada 1991.   | "When Flanders Failed"              | "Nobody likes sunburn slappers"                 | Isti kao u 15. epizodi.                                                                |
| 39.          | 4.               | 10. listopada 1991.  | "Bart the Murderer"                 | "High explosives and school don't mix"          | Svi naprave ljudsku piramidu na kauču.                                                 |
| 40.          | 5.               | 17. listopada 1991.  | "Homer Defined"                     | "I will not squeak chalk "                      | Izvanzemaljac sjedi na kauču i pobjegne kroz vrata na podu prije nego što ostali dođu. |
| 41.          | 6.               | 24. listopada 1991.  | "Like Father, Like Clown"           | "I will finish what I sta..."                   | Svi sjednu na kauč osim Barta koji kasnije svima sjedne u krilo                        |
| 42.          | 7.               | 31. listopada 1991.  | "Treehouse of Horror II"            | nema gega                                       | nema gega                                                                              |
| 43.          | 8.               | 7. studenog 1991.    | "Lisa's Pony"                       | ""Bart Bucks" are not legal tender"             | Homer legne na kauč, a ostali sjednu na njega.                                         |
| 44.          | 9.               | 14. studenog 1991.   | "Saturdays of Thunder"              | "I will not fake rabies"                        | Svi sjednu na kauč i propadnu kroz njega.                                              |
| 45.          | 10.              | 21. studenog 1991.   | "Flaming Moe's"                     | "Underwear should be worn on the inside"        | Svi sjednu na kauč, a lopovi ih zbace s njega i ukradu ga.                             |
| 46.          | 11.              | 5. prosinca 1991.    | "Burns Verkaufen der Kraftwerk"     | "The Christmas Pageant does not stink"          | Svi krenu na kauč, ali ih pas režanjem otjera.                                         |
| 47.          | 12.              | 19. prosinca 1991.   | "I Married Marge"                   | "I will not torment the emotionally frail"      | Svi, praveći zvijezde, dođu i sjednu na kauč.                                          |
| 48.          | 13.              | 9. siječnja 1992.    | "Radio Bart"                        | "I will not carve gods"                         | Svi sjednu na kauč i počnu odskakati na njemu.                                         |
| 49.          | 14.              | 23. siječnja 1992.   | "Lisa the Greek"                    | nema gega                                       | Isti kao u 37. epizodi.                                                                |
| 50.          | 15.              | 6. veljače 1992.     | "Homer Alone"                       | "I will not spank others"                       | Isti kao u 39. epizodi.                                                                |
| 51.          | 16.              | 13. veljače 1992.    | "Bart the Lover"                    | nema gega                                       | Isti kao u 40. epizodi.                                                                |
| 52.          | 17.              | 20. veljače 1992.    | "Homer at the Bat"                  | "I will not aim for the head"                   | Svi pojure prema kauču i sudare se, a jedino Maggie ostane na njemu.                   |
| 53.          | 18.              | 27. veljače 1992.    | "Separate Vocations"                | "I will not barf unless I'm sick"               | Isti kao u 41. epizodi.                                                                |
| 54.          | 19.              | 12. ožujka 1992.     | "Dog of Death"                      | "I saw nothing unusual in the teacher's lounge" | Isti kao u 43. epizodi.                                                                |
| 55.          | 20.              | 26. ožujka 1992.     | "Colonel Homer"                     | "I will not conduct my own fire drills"         | Isti kao u 44. epizodi.                                                                |
| 56.          | 21.              | 9. travnja 1992.     | "Black Widower"                     | "Funny noises are not funny"                    | Isti kao u 45. epizodi.                                                                |
| 57.          | 22.              | 23. travnja 1992.    | "The Otto Show"                     | "I will not spin the turtle"                    | Isti kao u 46. epizodi.                                                                |
| 58.          | 23.              | 7. svibnja 1992.     | "Bart's Friend Falls in Love"       | "I will not snap bras"                          | Isti kao u 36. epizodi.                                                                |
| 59.          | 24.              | 27. kolovoza 1992.   | "Brother, Can You Spare Two Dimes?" | "I will not fake seizures"                      | Isti kao u 47. epizodi.                                                                |

### 4. sezona (1992./93.)
| Broj epizode | Epizoda u sezoni | Premijerno prikazana | Naziv epizode                                | Geg na školskoj ploči                           | Geg s kaučom                                                                               |
| ------------ | ---------------- | -------------------- | -------------------------------------------- | ----------------------------------------------- | ------------------------------------------------------------------------------------------ |
| 60.          | 1.               | 24. rujna 1992.      | "Kamp Krusty"                                | "This punishment is not boring and pointless"   | Svi uđu u kuću i vide obitelj Kremenko na kauču.                                           |
| 61.          | 2.               | 1. listopada 1992.   | "A Streetcar Named Marge"                    | "My name is not "Dr. Death""                    | Svi sjednu na kauč koji se pretvori u čudovište koje ih proguta.                           |
| 62.          | 3.               | 8. listopada 1992.   | "Homer the Heretic"                          | "I will not defame New Orleans"                 | Svi sjednu na kauč, a zid iza njih se okrene ostavljajući prazan kauč.                     |
| 63.          | 4.               | 15. listopada 1992.  | "Lisa the Beauty Queen"                      | "I will not prescribe medication"               | Svi se, osim Maggie, nađu na kraju filma u bijelom prostoru i trčeći uspiju stići na kauč. |
| 64.          | 5.               | 29. listopada 1992.  | "Treehouse of Horror III"                    | nema gega                                       | Svi su postali kosturi na kauču.                                                           |
| 65.          | 6.               | 3. studenog 1992.    | "Itchy & Scratchy: The Movie"                | "I will not bury the new kid "                  | Svi sjednu na kauč koji se napiri kao balon.                                               |
| 66.          | 7.               | 5. studenog 1992.    | "Marge Gets a Job"                           | "I will not teach others to fly"                | Svi sjednu na kauč, ali su im glave ispremještane.                                         |
| 67.          | 8.               | 12. studenog 1992.   | "New Kid on the Block"                       | "I will not bring sheep to class"               | Isti kao u 14. epizodi.                                                                    |
| 68.          | 9.               | 19. studenog 1992.   | "Mr. Plow"                                   | "A burp is not an answer"                       | Umjesto kauča se nalazi mala drvena stolica na koju se svi poredaju.                       |
| 69.          | 10.              | 3. prosinca 1992.    | "Lisa's First Word"                          | "Teacher is not a leper"                        | Svi uđu u sobu, koja postane u cirkus pun klaunova, plesačica, slonova i madžioničara.     |
| 70.          | 11.              | 17. prosinca 1992.   | "Homer's Triple Bypass"                      | "Coffee is not for kids "                       | Cijela obitelj je smanjena, ali se uspije popeti na kauč.                                  |
| 71.          | 12.              | 14. siječnja 1993.   | "Marge vs. the Monorail"                     | "I will not eat things for money"               | Svi sjednu na kauč, a ispred njih stanu tri reda od tridesetak sporednih likova.           |
| 72.          | 13.              | 21. siječnja 1993.   | "Selma's Choice"                             | "I will not yell "She's Dead" during roll call" | Svi ulete u kuću, ali budu uhvaćeni u mrežu na sredini sobe.                               |
| 73.          | 14.              | 4. veljače 1993.     | "Brother from the Same Planet"               | "The principal's toupée is not a frisbee"       | Isti kao u 62. epizodi.                                                                    |
| 74.          | 15.              | 11. veljače 1993.    | "I Love Lisa"                                | "I will not call the principal "spud head""     | Isti kao u 69. epizodi.                                                                    |
| 75.          | 16.              | 18. veljače 1993.    | "Duffless"                                   | "Goldfish don't bounce"                         | Isti kao u 63. epizodi.                                                                    |
| 76.          | 17.              | 11. ožujka 1993.     | "Last Exit to Springfield"                   | "Mud is not one of the 4 food groups"           | Isti kao u 61. epizodi.                                                                    |
| 77.          | 18.              | 1. travnja 1993.     | "So It's Come to This: A Simpsons Clip Show" | "No one is interested in my underpants"         | Isti kao u 66. epizodi.                                                                    |
| 78.          | 19.              | 15. travnja 1993.    | "The Front"                                  | "I will not sell miracle cures"                 | Isti kao u 69. epizodi.                                                                    |
| 79.          | 20.              | 29. travnja 1993.    | "Whacking Day"                               | "I will return the seeing-eye dog"              | Isti kao u 68. epizodi.                                                                    |
| 80.          | 21.              | 6. svibnja 1993.     | "Marge in Chains"                            | "I do not have diplomatic immunity"             | Isti kao u 70. epizodi.                                                                    |
| 81.          | 22.              | 13. svibnja 1993.    | "Krusty Gets Kancelled"                      | "I will not charge admission to the bathroom"   | Isti kao u 72. epizodi.                                                                    |

### 5. sezona (1993./94.)
| Broj epizode | Epizoda u sezoni | Premijerno prikazana | Naziv epizode                                                                  | Geg na školskoj ploči                                                            | Geg s kaučom |
| ------------ | ---------------- | -------------------- | ------------------------------------------------------------------------------ | -------------------------------------------------------------------------------- | --- |
| 82.          | 1.               | 30. rujna 1993.      | "Homer's Barbershop Quartet"                                                   | " I will never win an Emmy"                                                      | Geg se sastoji od tri pokušaja snimanja iste scene: 1. pokušaj: Svi uđu u kuću i sudarivši se, razbiju kao staklo. 2. pokušaj: Svi uđu u kuću te se opet sudare i stope u jedno. 3. pokušaj: Svi uđu u kuću i eksplodiraju kad se sudare. |
| 83.          | 2.               | 7. listopada 1993.   | "Cape Feare"                                                                   | "The cafeteria deep fryer is not a toy"                                          | Isti kao u 69. epizodi. |
| 84.          | 3.               | 4. listopada 1993.   | "Homer Goes to College"                                                        | nema gega                                                                        | Svi sjednu na kauč te ih pregazi velika noga. |
| 85.          | 4.               | 21. listopada 1993.  | "Rosebud"                                                                      | nema gega                                                                        | Svi uđu u kuću i vide sličnu obitelj Simpson kako već sjedi na kauču. |
| 86.          | 5.               | 28. listopada 1993.  | "Treehouse of Horror IV"                                                       | nema gega                                                                        | Svi su kao zombiji izašli iz zemlje i sjeli na kauč. |
| 87.          | 6.               | 4. studenog 1993.    | "Marge on the Lam"                                                             | nema gega                                                                        | Namještaj i kauč su nacrtani na platnu u koje su svi probili u trku. |
| 88.          | 7.               | 11. studenog 1993.   | "Bart's Inner Child"                                                           | nema gega                                                                        | Svi se uguraju na kauč pored pretilog čovjeka. |
| 89.          | 8.               | 18. studenog 1993.   | "Boy-Scoutz 'n the Hood"                                                       | nema gega                                                                        | Svjetla su ugašena, a jedino se vide oči koje ostanu same da stoje kad se svjetla upale. Obitelj tada opet pojuri unutra i "spoji" se sa svojim očima.                                                                                    |
| 90.          | 9.               | 9. prosinca 1993.    | "The Last Temptation of Homer"                                                 | "All work and no play makes Bart a dull boy"                                     | Svi sjednu na kauč i shvate da se nalaze u emisiji "Late Show with David Letterman" |
| 91.          | 10.              | 17. prosinca 1993.   | "$pringfield (Or, How I Learned to Stop Worrying and Love Legalized Gambling)" | "I will not say "Springfield" just to get applause"                              | Svi uđu u kuću i sudarivši se, razbiju kao staklo. |
| 92.          | 11.              | 6. siječnja 1994.    | "Homer the Vigilante"                                                          | "I am not authorized to fire substitute teachers"                                | Svi uđu u kuću i eksplodiraju kad se sudare. |
| 93.          | 12.              | 3. veljače 1994.     | "Bart Gets Famous"                                                             | "My homework was not stolen by a one-armed man"                                  | Svi uđu u kuću i sudarivši se stope u jedno. |
| 94.          | 13.              | 10. veljače 1994.    | "Homer and Apu"                                                                | "I will not go near the kindergarten turtle"                                     | Svi izviruju iza kauča. |
| 95.          | 14.              | 17. veljače 1994.    | "Lisa vs. Malibu Stacy"                                                        | nema gega                                                                        | Isti kao u 84. epizodi. |
| 96.          | 15.              | 24. veljače 1994.    | "Deep Space Homer"                                                             | nema gega                                                                        | Isti kao u 88. epizodi. |
| 97.          | 16.              | 17. ožujka 1994.     | "Homer Loves Flanders"                                                         | "I am not delightfully saucy"                                                    | U sobi se nalaze dva ista kauča. Svako od Simpsona se prepolovi napola i sjedne na kauč. |
| 98.          | 17.              | 31. ožujka 1994.     | "Bart Gets an Elephant"                                                        | "Organ transplants are best left to the professionals"                           | Isti kao u 89. epizodi. |
| 99.          | 18.              | 14. travnja 1994.    | "Burns' Heir"                                                                  | "The Pledge of Allegiance does not end with "Hail Satan""                        | Svi postanu lopte te ih Homer uhvati i vrati na kauč. |
| 100.         | 19.              | 28. travnja 1994.    | "Sweet Seymour Skinner's Baadasssss Song"                                      | "I will not celebrate meaningless milestones"                                    | Homer otkine logo FOX kanala i zajedno s ostalima počne da gazi po njemu. |
| 101.         | 20.              | 5. svibnja 1994.     | "The Boy Who Knew Too Much"                                                    | "There are plenty of businesses like show business"                              | Isti kao u 90. epizodi. |
| 102.         | 21.              | 12. svibnja 1994.    | "Lady Bouvier's Lover"                                                         | "I will not re-transmit without the express permission of Major League Baseball" | Svi uđu u kuću i sudarivši se, razbiju kao staklo. |
| 103.         | 22.              | 19. svibnja 1994.    | "Secrets of a Successful Marriage"                                             | "Five days is not too long to wait for a gun"                                    | Svi uđu u kuću i eksplodiraju kad se sudare. |

### 6. sezona (1994./95.)
| Broj epizode | Epizoda u sezoni | Premijerno prikazana | Naziv epizode                  | Geg na školskoj ploči                                                | Geg s kaučom |
| ------------ | ---------------- | -------------------- | ------------------------------ | -------------------------------------------------------------------- | --- |
| 104.         | 1.               | 4. rujna 1994.       | "Bart of Darkness"             | "Beans are neither a fruit nor musical "                             | Svi sjede u zraku i kauč se stvori na njima.                                                                        |
| 105.         | 2.               | 11. rujna 1994.      | "Lisa's Rival"                 | "No one is interested in my underpant"                               | Dnevna soba je puna vode pa svi doplivaju do kauča.                                                                 |
| 106.         | 3.               | 25. rujna 1994.      | "Another Simpsons Clip Show"   | "I will not use abbrev."                                             | Isti kao u 84. epizodi.                                                                                             |
| 107.         | 4.               | 2. listopada 1994.   | "Itchy & Scratchy Land"        | "I am not the reincarnation of Sammy Davis Jr."                      | Svi su teleportirani na kauč.                                                                                       |
| 108.         | 5.               | 9. listopada 1994.   | "Sideshow Bob Roberts"         | nema gega                                                            | nema gega |
| 109.         | 6.               | 30. listopada 1994.  | "Treehouse of Horror V"        | nema gega                                                            | Svi su postali čudovišta skrpana od različitih dijelova.                                                            |
| 110.         | 7.               | 6. studenog 1994.    | "Bart's Girlfriend"            | "I will not send lard through the mail"                              | Isti kao u 89. epizodi.                                                                                             |
| 111.         | 8.               | 13. studenog 1994.   | "Lisa on Ice"                  | "I will not dissect things unless instructed"                        | Svi sjednu na kauč i on ih zabije u strop.                                                                          |
| 112.         | 9.               | 27. studenog 1994.   | "Homer Badman"                 | "I will not whittle hall passes out of soap"                         | Svi uđu u sobu, a zid s kaučom počne da ide u nazad u beskonačnost.                                                 |
| 113.         | 10.              | 4. prosinca 1994.    | "Grampa vs. Sexual Inadequacy" | "I will not whittle hall passes out of soap"                         | Svi počnu da trče postrance kako bi uštedjeli na vremenu.                                                           |
| 114.         | 11.              | 18. prosinca 1994.   | "Fear of Flying"               | "Ralph won't "morph" if you squeeze him hard enough"                 | Isti kao u 69. epizodi.                                                                                             |
| 115.         | 12.              | 8. siječnja 1995.    | "Homer the Great"              | "Adding "just kidding" doesn't make it okay to insult the principal" | Soba s kaučem se nalazi u sredini kuće i svi likovi iz različitih smjerova dotrče na kauč.                          |
| 116.         | 13.              | 22. siječnja 1995.   | "And Maggie Makes Three"       | "'Bagman' is not a legitimate career choice"                         | Soba se vididi kroz cijev pištolja; Homer uđe u sobu i pukne iz pištolja na što ekran pocrveni kao krv              |
| 117.         | 14.              | 5. veljače 1995.     | "Bart's Comet"                 | "Cursive writing does not mean what I think it does"                 | Soba je crno-bijela, a svi su nasmiješeni kao crtani likovi iz 30-ih.                                               |
| 118.         | 15.              | 12. veljače 1995.    | "Homie the Clown"              | "Next time it could be me on the scaffolding"                        | Isti kao u 104. epizodi.                                                                                            |
| 119.         | 16.              | 19. veljače 1995.    | "Bart vs. Australia"           | "I will not hang donuts on my person"                                | Isti kao u 105. epizodi.                                                                                            |
| 120.         | 17.              | 26. veljače 1995.    | "Homer vs. Patty and Selma"    | "I will remember to take my medication"                              | Isti kao u 107. epizodi.                                                                                            |
| 121.         | 18.              | 5. ožujka 1995.      | "A Star Is Burns"              | nema gega                                                            | Veličine svih članova obitelji su obrnute (Maggie je najveća, Homer najmanji, Bartova veličina se nije promijenila) |
| 122.         | 19.              | 19. ožujka 1995.     | "Lisa's Wedding"               | "I will not strut around like I own the place"                       | Isti kao u 111. epizodi.                                                                                            |
| 123.         | 20.              | 9. travnja 1995.     | "Two Dozen and One Greyhounds" | "The Good Humor man can only be pushed so far"                       | Isti kao u 112. epizodi.                                                                                            |
| 124.         | 21.              | 16. travnja 1995.    | "The PTA Disbands"             | "I do not have power of attorney over first graders"                 | Isti kao u 115. epizodi.                                                                                            |
| 125.         | 22.              | 30. travnja 1995.    | "Round Springfield"            | "Nerve gas is not a toy"                                             | Isti kao u 121. epizodi.                                                                                            |
| 126.         | 23.              | 7. svibnja 1995.     | "The Springfield Connection"   | "I will not mock Mrs. Dumbface"                                      | Isti kao u 116. epizodi.                                                                                            |
| 127.         | 24.              | 14. svibnja 1995.    | "Lemon of Troy"                | "The First Amendment does not cover burping"                         | Isti kao u 117. epizodi                                                                                             |
| 128.         | 25.              | 21. svibnja 1995.    | "Who Shot Mr. Burns? Part 1"   | "This is not a clue... or is it?"                                    | Isti kao u 113. epizodi.                                                                                            |

### 7. sezona (1995./96.)
| Broj epizode | Epizoda u sezoni | Premijerno prikazana | Naziv epizode                                                                         | Geg na školskoj ploči                                        | Geg s kaučom |
| ------------ | ---------------- | -------------------- | ------------------------------------------------------------------------------------- | ------------------------------------------------------------ | --- |
| 129.         | 1.               | 17. rujna 1995.      | "Who Shot Mr. Burns? Part 2"                                                          | "I will not complain about the solution when I hear it"      | Svi su poredani u redu za mjerenje visine.                                                                      |
| 130.         | 2.               | 24. rujna 1995.      | "Radioactive Man"                                                                     | ""Bewitched" does not promote Satanism"                      | Svi su "isprintani" iz kauča.                                                                                   |
| 131.         | 3.               | 1. listopada 1995.   | "Home Sweet Homediddly-Dum-Doodily"                                                   | "No one wants to hear from my armpits"                       | Svi se nađu unutar devet kvadrata, s kaučem u sredini, te svi pojure na kauč osim djeda koji je zaspao.         |
| 132.         | 4.               | 8. listopada 1995.   | "Bart Sells His Soul"                                                                 | "I am not a lean mean spitting machine"                      | Svi uđu u sobu vozeći go-kart aute.                                                                             |
| 133.         | 5.               | 15. listopada 1995.  | "Lisa the Vegetarian"                                                                 | "The boys' room is not a water park"                         | Svi sjednu na kauč, bezbojni pa ih strojevi obojaju.                                                            |
| 134.         | 6.               | 29. listopada 1995.  | "Treehouse of Horror VI"                                                              | nema gega                                                    | Svi su obješeni na sredini sobe.                                                                                |
| 135.         | 7.               | 5. studenog 1995.    | "King-Size Homer"                                                                     | "Indian burns are not our cultural heritage"                 | Svi su postali lutke na navijanje.                                                                              |
| 136.         | 8.               | 19. studenog 1995.   | "Mother Simpson"                                                                      | nema gega                                                    | Trokut za namještanje čunjeva postavi sve na kauč.                                                              |
| 137.         | 9.               | 26. studenog 1995.   | "Sideshow Bob's Last Gleaming"                                                        | "Wedgies are unhealthy for children and other living things" | Cijela soba je pod vodom i svi su postali poput žaba.                                                           |
| 138.         | 10.              | 3. prosinca 1995.    | "The Simpsons 138th Episode Spectacular"                                              | "I will only do this once a year"                            | Spoj gegova s kaučom iz 61., 63., 71., 70., 46., 84., 121., 115., 112., 105., 117. i 69. epizode.               |
| 139.         | 11.              | 17. prosinca 1995.   | "Marge Be Not Proud"                                                                  | "I will stop talking about the twelve inch pianist"          | Svi sjednu na kauč, a Homer povuče čep na sredini sobe kojii sve uvuče u rupu.                                  |
| 140.         | 12.              | 7. siječnja 1996.    | "Team Homer"                                                                          | "I am not certified to remove asbestos"                      | Svi sjednu na kauč, a kamera krene prema mišjoj rupi gdje obitelj miševa sjeda na kauč slično obitelji Simpson. |
| 141.         | 13.              | 14. siječnja 1996.   | "Two Bad Neighbors"                                                                   | nema gega                                                    | Glave Marge, Barta, Lise i Maggie su obješene na zidu, a Homer na podu leži kao tepih.                          |
| 142.         | 14.              | 4. veljače 1996.     | "Scenes from the Class Struggle in Springfield"                                       | nema gega                                                    | U sobi je mrak a obitelj Simpson jedina svijetli.                                                               |
| 143.         | 15.              | 11. veljače 1996.    | "Bart the Fink"                                                                       | nema gega                                                    | Isti kao u 130. epizodi.                                                                                        |
| 144.         | 16.              | 18. veljače 1996.    | "Lisa the Iconoclast"                                                                 | nema gega                                                    | Isti kao u 131. epizodi.                                                                                        |
| 145.         | 17.              | 25. veljače 1996.    | "Homer the Smithers"                                                                  | nema gega                                                    | Isti kao u 132. epizodi.                                                                                        |
| 146.         | 18.              | 17. ožujka 1996.     | "The Day the Violence Died"                                                           | nema gega                                                    | Isti kao u 133. epizodi.                                                                                        |
| 147.         | 19.              | 24. ožujka 1996.     | "A Fish Called Selma"                                                                 | nema gega                                                    | Isti kao u 135. epizodi.                                                                                        |
| 148.         | 20.              | 31. ožujka 1996.     | "Bart on the Road"                                                                    | nema gega                                                    | Isti kao u 136. epizodi.                                                                                        |
| 149.         | 21.              | 14. travnja 1996.    | "22 Short Films About Springfield"                                                    | nema gega                                                    | Isti kao u 137. epizodi.                                                                                        |
| 150.         | 22.              | 28. travnja 1996.    | "Raging Abe Simpson and His Grumbling Grandson in "The Curse of the Flying Hellfish"" | nema gega                                                    | Isti kao u 139. epizodi.                                                                                        |
| 151.         | 23.              | 5. svibnja 1996.     | "Much Apu About Nothing"                                                              | nema gega                                                    | Isti kao u 141. epizodi.                                                                                        |
| 152.         | 24.              | 19. svibnja 1996.    | "Homerpalooza"                                                                        | nema gega                                                    | Isti kao u 142. epizodi.                                                                                        |
| 153.         | 25.              | 19. svibnja 1996.    | "Summer of 4 Ft. 2"                                                                   | nema gega                                                    | Isti kao u 130. epizodi.                                                                                        |

### 8. sezona (1996./97.)
| Broj epizode | Epizoda u sezoni | Premijerno prikazana | Naziv epizode                                                           | Geg na školskoj ploči                                         | Geg s kaučom |
| ------------ | ---------------- | -------------------- | ----------------------------------------------------------------------- | ------------------------------------------------------------- | --- |
| 154.         | 1.               | 27. listopada 1996.  | "Treehouse of Horror VII"                                               | nema gega                                                     | "Smrt" sjedi na kauču, a svi trčeći prema kauču nalete na kosu. |
| 155.         | 2.               | 3. studenog 1996.    | "You Only Move Twice"                                                   | "I did not learn everything I need to know from kindergarten" | Svi se padobranima spuste na kauč, osim Homera koji sleti kasnije i udari u pod.                                                                                         |
| 156.         | 3.               | 10. studenog 1996.   | "The Homer They Fall"                                                   | "I am not my long-lost twin"                                  | Sve je u kaubojskom stilu. |
| 157.         | 4.               | 17. studenog 1996.   | "Burns, Baby Burns"                                                     | nema gega                                                     | Baloni oblikovani kao članovi obitelji Simpson sjednu na kauč i probuše se.                                                                                              |
| 158.         | 5.               | 24. studenog 1996.   | "Bart After Dark"                                                       | nema gega                                                     | Geg posvećen pjesmi Beatlesa "A Day in the Life" |
| 159.         | 6.               | 1. prosinca 1996.    | "A Milhouse Divided"                                                    | nema gega                                                     | Svi sjednu na kauč, a Bart pocrveni. Homer ustane s kauča i namjesti antenu te Bart promjeni boju u zelenu. Na kraju Homer udari Barta po glavi te promjeni boju u žutu. |
| 160.         | 7.               | 15. prosinca 1996.   | "Lisa's Date with Density"                                              | nema gega                                                     | Cijela soba se okrene naopako. |
| 161.         | 8.               | 29. prosinca 1996.   | "Hurricane Neddy"                                                       | nema gega                                                     | Kauč padne na Homeru. |
| 162.         | 9.               | 5. siječnja 1997.    | "El Viaje Misterioso de Nuestro Jomer (The Mysterious Voyage of Homer)" | nema gega                                                     | Isti kao u 155. epizodi. |
| 163.         | 10.              | 12. siječnja 1997.   | "The Springfield Files"                                                 | "The truth is not out there"                                  | Svi dolete na kauč s Jet Packom. |
| 164.         | 11.              | 19. siječnja 1997.   | "The Twisted World of Marge Simpson"                                    | "I am not licensed to do anything "                           | Kauč postaje velika Whack-A-Mole igra u kojoj igrač ne uspije udariti nijednog Simpsona osim Homera.                                                                     |
| 165.         | 12.              | 2. veljače 1997.     | "Mountain of Madness"                                                   | nema gega                                                     | Svi uđu u sobu i vide Djeda kako spava na kauču. |
| 166.         | 13.              | 7. veljače 1997.     | "Simpsoncalifragilisticexpiala(Annoyed Grunt)cious"                     | "I will not hide the teacher's Prozac"                        | Ulazna vrata su zaključana. |
| 167.         | 14.              | 9. veljače 1997.     | "The Itchy & Scratchy & Poochie Show"                                   | nema gega                                                     | Isti kao u 60. epizodi. |
| 168.         | 15.              | 16. veljače 1997.    | "Homer's Phobia"                                                        | nema gega                                                     | Soba je prikazana kao slika na monitoru gdje korisnik pokušava učitati obitelj na kauč, ali sve zablokira.                                                               |
| 169.         | 16.              | 23. veljače 1997.    | "Brother from Another Series"                                           | nema gega                                                     | Isti kao u 160. epizodi. |
| 170.         | 17.              | 2. ožujka 1997.      | "My Sister, My Sitter"                                                  | nema gega                                                     | Kauč je na brodu, a kad svi sjednu na njega zapljusne ih veliki val. |
| 171.         | 18.              | 16. ožujka 1997.     | "Homer vs. the Eighteenth Amendment"                                    | nema gega                                                     | Isti kao u 156. epizodi. |
| 172.         | 19.              | 6. travnja 1997.     | "Grade School Confidential"                                             | nema gega                                                     | Isti kao u 157. epizodi. |
| 173.         | 20.              | 13. travnja 1997.    | "The Canine Mutiny"                                                     | "A fire drill does not demand a fire"                         | Isti kao u 165. epizodi. |
| 174.         | 21.              | 20. travnja 1997.    | "The Old Man and the Lisa"                                              | nema gega                                                     | Isti kao u 164. epizodi. |
| 175.         | 22.              | 27. travnja 1997.    | "In Marge We Trust"                                                     | nema gega                                                     | Isti kao u 161. epizodi. |
| 176.         | 23.              | 4. svibnja 1997.     | "Homer's Enemy"                                                         | nema gega                                                     | Isti kao u 159. epizodi. |
| 177.         | 24.              | 11. svibnja 1997.    | "The Simpsons Spin-Off Showcase"                                        | nema gega                                                     | nema gega |
| 178.         | 25.              | 18. svibnja 1997.    | "The Secret War of Lisa Simpson"                                        | nema gega                                                     | Isti kao u 160. epizodi. |

### 9. sezona (1997./98.)
| Broj epizode | Epizoda u sezoni | Premijerno prikazana | Naziv epizode                            | Geg na školskoj ploči                                              | Geg s kaučom |
| ------------ | ---------------- | -------------------- | ---------------------------------------- | ------------------------------------------------------------------ | ------------ |
| 179.         | 1.               | 21. rujna 1997.      | "The City of New York vs. Homer Simpson" | nema gega                                                          |              |
| 180.         | 2.               | 28. rujna 1997.      | "The Principal and the Pauper"           | nema gega                                                          |              |
| 181.         | 3.               | 19. listopada 1997.  | "Lisa's Sax"                             | "I no longer want my MTV"                                          |              |
| 182.         | 4.               | 26. listopada 1997.  | "Treehouse of Horror VIII"               | nema gega                                                          |              |
| 183.         | 5.               | 2. studenog 1997.    | "The Cartridge Family"                   | "Everyone is tired of that Richard Gere story."                    |              |
| 184.         | 6.               | 9. studenog 1997.    | "Bart Star"                              | "I did not invent Irish dancing."                                  |              |
| 185.         | 7.               | 16. studenog 1997.   | "The Two Mrs. Nahasapeemapetilons"       | nema gega                                                          |              |
| 186.         | 8.               | 23. studenog 1997.   | "Lisa the Skeptic"                       | "I will not tease Fatty."                                          |              |
| 187.         | 9.               | 7. prosinca 1997.    | "Realty Bites"                           | "There was no Roman god named Fartacus"                            |              |
| 188.         | 10.              | 21. prosinca 1997.   | "Miracle on Evergreen Terrace"           | "Rudolph the Red-Nosed Reindeer's red nose is not alcohol-related" |              |
| 189.         | 11.              | 4. siječnja 1998.    | "All Singing, All Dancing"               | nema gega                                                          |              |
| 190.         | 12.              | 11. siječnja 1998.   | "Bart Carny"                             | nema gega                                                          |              |
| 191.         | 13.              | 8. veljače 1998.     | "The Joy of Sect"                        | "Shooting paintballs is not an art form"                           |              |
| 192.         | 14.              | 15. veljače 1998.    | "Das Bus"                                | nema gega                                                          |              |
| 193.         | 15.              | 22. veljače 1998.    | "The Last Temptation of Krust"           | "Pain is not the cleanser "                                        |              |
| 194.         | 16.              | 1. ožujka 1998.      | "Dumbbell Indemnity"                     | "Silly string is not a nasal spray."                               |              |
| 195.         | 17.              | 8. ožujka 1998.      | "Lisa the Simpson"                       | nema gega                                                          |              |
| 196.         | 18.              | 22. ožujka 1998.     | "This Little Wiggy"                      | "I was told not to do this"                                        |              |
| 197.         | 19.              | 29. ožujka 1998.     | "Simpson Tide"                           | "My butt does not deserve a website."                              |              |
| 198.         | 20.              | 5. travnja 1998.     | "The Trouble with Trillions"             | "I will not demand what I'm worth"                                 |              |
| 199.         | 21.              | 19. travnja 1998.    | "Girly Edition"                          | nema gega                                                          |              |
| 200.         | 22.              | 16. travnja 1998.    | "Trash of the Titans"                    | "I will not mess with the opening credits"                         |              |
| 201.         | 23.              | 3. svibnja 1998.     | "King of the Hill"                       | nema gega                                                          |              |
| 202.         | 24.              | 10. svibnja 1998.    | "Lost Our Lisa"                          | "I am not the new Dalai Lama."                                     |              |
| 203.         | 25.              | 17. svibnja 1998.    | "Natural Born Kissers"                   | "I was not the inspiration for Kramer"                             |              |

### 10. sezona (1998./99.)
| Broj epizode | Epizoda u sezoni | Premijerno prikazana | Naziv epizode                                  | Geg na školskoj ploči                        | Geg s kaučom |
| ------------ | ---------------- | -------------------- | ---------------------------------------------- | -------------------------------------------- | ------------ |
| 204.         | 1.               | 23. kolovoza 1998.   | "Lard of the Dance"                            | nema gega                                    |              |
| 205.         | 2.               | 20. rujna 1998.      | "The Wizard of Evergreen Terrace"              | "I will not file frivolous lawsuits"         |              |
| 206.         | 3.               | 27. rujna 1998.      | "Bart the Mother"                              | nema gega                                    |              |
| 207.         | 4.               | 25. listopada 1998.  | "Treehouse of Horror IX"                       | "The Simpsons Halloween Special IX"          |              |
| 208.         | 5.               | 8. studenog 1998.    | "When You Dish Upon a Star"                    | "butt.but is not my e-mail address"          |              |
| 209.         | 6.               | 15. studenog 1998.   | "D'oh-in in the Wind"                          | "No one cares what my definition of "is" is" |              |
| 210.         | 7.               | 22. studenog 1998.   | "Lisa Gets an 'A'"                             | "I will not scream for ice cream"            |              |
| 211.         | 8.               | 6. prosinca 1998.    | "Homer Simpson in: 'Kidney Trouble'"           | "I am not a licensed hairstylist"            |              |
| 212.         | 9.               | 20. prosinca 1998.   | "Mayored to the Mob"                           | "'The President did it' is not an excuse"    |              |
| 213.         | 10.              | 10. siječnja 1999.   | "Viva Ned Flanders"                            | "My mom is not dating Jerry Seinfeld"        |              |
| 214.         | 11.              | 17. siječnja 1999.   | "Wild Barts Can't Be Broken"                   | "Sherri does not got back"                   |              |
| 215.         | 12.              | 31. siječnja 1999.   | "Sunday, Cruddy Sunday"                        | "I will not do the dirty bird"               |              |
| 216.         | 13.              | 7. veljače 1999.     | "Homer to the Max"                             | "No one cares about my sciatica"             |              |
| 217.         | 14.              | 14. veljače 1999.    | "I'm with Cupid"                               | "Hillbillies are people too"                 |              |
| 218.         | 15.              | 21. veljače 1999.    | "Marge Simpson in: "Screaming Yellow Honkers"" | "Grammar is not a time of waste"             |              |
| 219.         | 16.              | 28. veljače 1999.    | "Make Room for Lisa"                           | "I do not have diplomatic immunity"          |              |
| 220.         | 17.              | 28. ožujka 1999.     | "Maximum Homerdrive"                           | "It does not suck to be you"                 |              |
| 221.         | 18.              | 4. travnja 1999.     | "Simpsons Bible Stories"                       | "I cannot absolve sins"                      |              |
| 222.         | 19.              | 11. travnja 1999.    | "Mom and Pop Art"                              | "A trained ape could not teach gym"          |              |
| 223.         | 20.              | 25. travnja 1999.    | "The Old Man and the "C" Student"              | "Loose teeth don't need my help"             |              |
| 224.         | 21.              | 2. svibnja 1999.     | "Monty Can't Buy Me Love"                      | "I have neither been there nor done that"    |              |
| 225.         | 22.              | 9. svibnja 1999.     | "They Saved Lisa's Brain"                      | "No one wants to hear from my armpits "      |              |
| 226.         | 23.              | 16. svibnja 1999.    | "Thirty Minutes over Tokyo"                    | "I'm so very tired"                          |              |

### 11. sezona (1999./2000.)
| Broj epizode | Epizoda u sezoni | Premijerno prikazana | Naziv epizode                             | Geg na školskoj ploči                        | Geg s kaučom |
| ------------ | ---------------- | -------------------- | ----------------------------------------- | -------------------------------------------- | ------------ |
| 227.         | 1.               | 26. rujna 1999.      | "Beyond Blunderdome"                      | "Fridays are not "pants optional" "          |              |
| 228.         | 2.               | 3. listopada 1999.   | "Brother's Little Helper"                 | "Pork is not a verb"                         |              |
| 229.         | 3.               | 24. listopada 1999.  | "Guess Who's Coming to Criticize Dinner?" | "I am not the last Don"                      |              |
| 230.         | 4.               | 31. listopada 1999.  | "Treehouse of Horror X"                   | nema gega                                    |              |
| 231.         | 5.               | 7. studenog 1999.    | "E-I-E-I-(Annoyed Grunt)"                 | "I did not win the Nobel Fart Prize"         |              |
| 232.         | 6.               | 14. studenog 1999.   | "Hello Gutter, Hello Fadder"              | "I won't not use no double negatives"        |              |
| 233.         | 7.               | 21. studenog 1999.   | "Eight Misbehavin"                        | "Indian burns are not our cultural heritage" |              |
| 234.         | 8.               | 28. studenog 1999.   | "Take My Wife, Sleaze"                    | "I can't see dead people "                   |              |
| 235.         | 9.               | 19. prosinca 1999.   | "Grift of the Magi"                       | "I will not sell my kidney on eBay "         |              |
| 236.         | 10.              | 9. siječnja 2000.    | "Little Big Mom"                          | "I will not create art from dung"            |              |
| 237.         | 11.              | 16. siječnja 2000.   | "Faith Off"                               | "I will stop phoning it in"                  |              |
| 238.         | 12.              | 23. siječnja 2000.   | "The Mansion Family"                      | "Class clown is not a paid position"         |              |
| 239.         | 13.              | 6. veljače 2000.     | "Saddlesore Galactica"                    | "Substitute teachers are not scabs"          |              |
| 240.         | 14.              | 13. veljače 2000.    | "Alone Again, Natura-Diddily"             | "My suspension was not mutual"               |              |
| 241.         | 15.              | 20. veljače 2000.    | "Missionary: Impossible"                  | "A belch is not an oral report"              |              |
| 242.         | 16.              | 27. veljače 2000.    | "Pygmoelian"                              | "Dodgeball stops at the gym door"            |              |
| 243.         | 17.              | 19. ožujka 2000.     | "Bart to the Future"                      | "Non-flammable is not a challenge"           |              |
| 244.         | 18.              | 9. travnja 2000.     | "Days of Wine and D'oh'ses"               | "I was not touched "there" by an angel"      |              |
| 245.         | 19.              | 30. travnja 2000.    | "Kill the Alligator and Run"              | "I am not here on a fartball scholarship"    |              |
| 246.         | 20.              | 7. svibnja 2000.     | "Last Tap Dance in Springfield"           | "I will not dance on anyone's grave"         |              |
| 247.         | 21.              | 14. svibnja 2000.    | "It's a Mad, Mad, Mad, Mad Marge"         | "I cannot hire a substitute student"         |              |
| 248.         | 22.              | 21. svibnja 2000.    | "Behind the Laughter"                     | "I will not obey the voices in my head"      |              |

### 12. sezona (2000./01.)
| Broj epizode | Epizoda u sezoni | Premijerno prikazana | Naziv epizode                    | Geg na školskoj ploči | Geg s kaučom |
| ------------ | ---------------- | -------------------- | -------------------------------- | --------------------- | ------------ |
| 249.         | 1.               | 1. studenog 2000.    | "Treehouse of Horror XI"         | ""                    |              |
| 250.         | 2.               | 5. studenog 2000.    | "A Tale of Two Springfields"     | ""                    |              |
| 251.         | 3.               | 12. studenog 2000.   | "Insane Clown Poppy"             | ""                    |              |
| 252.         | 4.               | 19. studenog 2000.   | "Lisa the Tree Hugger"           | ""                    |              |
| 253.         | 5.               | 26. studenog 2000.   | "Homer vs. Dignity"              | ""                    |              |
| 254.         | 6.               | 3. prosinca 2000.    | "The Computer Wore Menace Shoes" | ""                    |              |
| 255.         | 7.               | 10. prosinca 2000.   | "The Great Money Caper"          | ""                    |              |
| 256.         | 8.               | 17. prosinca 2000.   | "Skinner's Sense of Snow"        | ""                    |              |
| 257.         | 9.               | 7. siječnja, 2001.   | "HOMЯ"                           | ""                    |              |
| 258.         | 10.              | 14. siječnja 2001.   | "Pokey Mom"                      | ""                    |              |
| 259.         | 11.              | 4. veljače 2001.     | "Worst Episode Ever"             | ""                    |              |
| 260.         | 12.              | 11. veljače 2001.    | "Tennis the Menace"              | ""                    |              |
| 261.         | 13.              | 18. veljače 2001.    | "Day of the Jackanapes"          | ""                    |              |
| 262.         | 14.              | 25. veljače 2001.    | "New Kids on the Blecch"         | ""                    |              |
| 263.         | 15.              | 4. ožujka 2001.      | "Hungry, Hungry Homer"           | ""                    |              |
| 264.         | 16.              | 11. ožujka 2001.     | "Bye Bye Nerdie"                 | ""                    |              |
| 265.         | 17.              | 1. travnja 2001.     | "Simpson Safari"                 | ""                    |              |
| 266.         | 18.              | 29. travnja 2001.    | "Trilogy of Error"               | ""                    |              |
| 267.         | 19.              | 6. svibnja 2001.     | "I'm Goin' to Praiseland"        | ""                    |              |
| 268.         | 20.              | 13. svibnja 2001.    | "Children of a Lesser Clod"      | ""                    |              |
| 269.         | 21.              | 20. svibnja 2001.    | "Simpsons Tall Tales"            | ""                    |              |

### 13. sezona (2001./02.)
| Broj epizode | Epizoda u sezoni | Premijerno prikazana | Naziv epizode                   | Geg na školskoj ploči | Geg s kaučom |
| ------------ | ---------------- | -------------------- | ------------------------------- | --------------------- | ------------ |
| 270.         | 1.               | 6. studenog 2001.    | "Treehouse of Horror XII"       | ""                    |              |
| 271.         | 2.               | 11. studenog 2001.   | "The Parent Rap"                | ""                    |              |
| 272.         | 3.               | 18. studenog 2001.   | "Homer the Moe"                 | ""                    |              |
| 273.         | 4.               | 2. prosinca 2001.    | "A Hunka Hunka Burns in Love"   | ""                    |              |
| 274.         | 5.               | 9. prosinca 2001.    | "The Blunder Years"             | ""                    |              |
| 275.         | 6.               | 16. prosinca 2001.   | "She of Little Faith"           | ""                    |              |
| 276.         | 7.               | 6. siječnja 2002.    | "Brawl in the Family"           | ""                    |              |
| 277.         | 8.               | 20. siječnja 2002.   | "Sweets and Sour Marge"         | ""                    |              |
| 278.         | 9.               | 27. siječnja 2002.   | "Jaws Wired Shut"               | ""                    |              |
| 279.         | 10.              | 10. veljače 2002.    | "Half-Decent Proposal"          | ""                    |              |
| 280.         | 11.              | 17. veljače 2002.    | "The Bart Wants What It Wants"  | ""                    |              |
| 281.         | 12.              | 24. veljače 2002.    | "The Lastest Gun in the West"   | ""                    |              |
| 282.         | 13.              | 10. ožujka 2002.     | "The Old Man and the Key"       | ""                    |              |
| 283.         | 14.              | 17. ožujka 2002.     | "Tales from the Public Domain"  | ""                    |              |
| 284.         | 15.              | 31. ožujka 2002.     | "Blame It on Lisa"              | ""                    |              |
| 285.         | 16.              | 7. travnja 2002.     | "Weekend at Burnsie's"          | ""                    |              |
| 286.         | 17.              | 21. travnja 2002.    | "Gump Roast"                    | ""                    |              |
| 287.         | 18.              | 28. travnja 2002.    | "I Am Furious (Yellow)"         | ""                    |              |
| 288.         | 19.              | 5. svibnja 2002.     | "The Sweetest Apu"              | ""                    |              |
| 289.         | 20.              | 12. svibnja 2002.    | "Little Girl in the Big Ten"    | ""                    |              |
| 290.         | 21.              | 19. svibnja 2002.    | "The Frying Game"               | ""                    |              |
| 291.         | 22.              | 22. svibnja 2002.    | "Poppa's Got a Brand New Badge" | ""                    |              |

### 14. sezona (2002./03.)
| Broj epizode | Epizoda u sezoni | Premijerno prikazana | Naziv epizode                       | Geg na školskoj ploči | Geg s kaučom |
| ------------ | ---------------- | -------------------- | ----------------------------------- | --------------------- | ------------ |
| 292.         | 1.               | 3. studenog 2002.    | "Treehouse of Horror XIII"          | ""                    |              |
| 293.         | 2.               | 10. studenog 2002.   | "How I Spent My Strummer Vacation"  | ""                    |              |
| 294.         | 3.               | 17. studenog 2002.   | "Bart vs. Lisa vs. the Third Grade" | ""                    |              |
| 295.         | 4.               | 24. studenog 2002.   | "Large Marge"                       | ""                    |              |
| 296.         | 5.               | 1. prosinca 2002.    | "Helter Shelter"                    | ""                    |              |
| 297.         | 6.               | 15. prosinca 2002.   | "The Great Louse Detective"         | ""                    |              |
| 298.         | 7.               | 5. siječnja 2003.    | "Special Edna"                      | ""                    |              |
| 299.         | 8.               | 12. siječnja 2003.   | "The Dad Who Knew Too Little"       | ""                    |              |
| 300.         | 9.               | 2. veljače 2003.     | "Strong Arms of the Ma"             | ""                    |              |
| 301.         | 10.              | 9. veljače 2003.     | "Pray Anything"                     | ""                    |              |
| 302.         | 11.              | 16. veljače 2003.    | "Barting Over"                      | ""                    |              |
| 303.         | 12.              | 16. veljače 2003.    | "I'm Spelling as Fast as I Can"     | ""                    |              |
| 304.         | 13.              | 2. ožujka 2003.      | "A Star Is Born Again"              | ""                    |              |
| 305.         | 14.              | 9. ožujka 2003.      | "Mr. Spritz Goes to Washington"     | ""                    |              |
| 306.         | 15.              | 16. ožujka 2003.     | "C.E. D'oh"                         | ""                    |              |
| 307.         | 16.              | 30. ožujka 2003.     | "'Scuse Me While I Miss the Sky"    | ""                    |              |
| 308.         | 17.              | 13. travnja 2003.    | "Three Gays of the Condo"           | ""                    |              |
| 309.         | 18.              | 27. travnja 2003.    | "Dude, Where's My Ranch?"           | ""                    |              |
| 310.         | 19.              | 4. svibnja 2003.     | "Old Yeller Belly"                  | ""                    |              |
| 311.         | 20.              | 11. svibnja 2003.    | "Brake My Wife, Please"             | ""                    |              |
| 312.         | 21.              | 18. svibnja 2003.    | "The Bart of War"                   | ""                    |              |
| 313.         | 22.              | 18. svibnja 2003.    | "Moe Baby Blues"                    | ""                    |              |

### 15. sezona (2003./04.)
| Broj epizode | Epizoda u sezoni | Premijerno prikazana | Naziv epizode                                                       | Geg na školskoj ploči | Geg s kaučom |
| ------------ | ---------------- | -------------------- | ------------------------------------------------------------------- | --------------------- | ------------ |
| 314.         | 1.               | 2. studenog 2003.    | "Treehouse of Horror XIV"                                           | ""                    |              |
| 315.         | 2.               | 9. studenog 2003.    | "My Mother the Carjacker"                                           | ""                    |              |
| 316.         | 3.               | 16. studenog 2003.   | "The President Wore Pearls"                                         | ""                    |              |
| 317.         | 4.               | 23. studenog 2003.   | "The Regina Monologues"                                             | ""                    |              |
| 318.         | 5.               | 30. studenog 2003.   | "The Fat and the Furriest"                                          | ""                    |              |
| 319.         | 6.               | 7. prosinca 2003.    | "Today I Am a Clown"                                                | ""                    |              |
| 320.         | 7.               | 14. prosinca 2003.   | "'Tis the Fifteenth Season"                                         | ""                    |              |
| 321.         | 8.               | 4. siječnja 2004.    | "Marge vs. Singles, Seniors, Childless Couples and Teens, and Gays" | ""                    |              |
| 322.         | 9.               | 11. siječnja 2004.   | "I, (Annoyed Grunt)-Bot"                                            | ""                    |              |
| 323.         | 10.              | 25. siječnja 2004.   | "Diatribe of a Mad Housewife"                                       | ""                    |              |
| 324.         | 11.              | 8. veljače 2004.     | "Margical History Tour"                                             | ""                    |              |
| 325.         | 12.              | 15. veljače 2004.    | "Milhouse Doesn't Live Here Anymore"                                | ""                    |              |
| 326.         | 13.              | 22. veljače 2004.    | "Smart and Smarter"                                                 | ""                    |              |
| 327.         | 14.              | 14. ožujka 2004.     | "The Ziff Who Came to Dinner"                                       | ""                    |              |
| 328.         | 15.              | 21. ožujka 2004.     | "Co-Dependent's Day"                                                | ""                    |              |
| 329.         | 16.              | 28. ožujka 2004.     | "The Wandering Juvie"                                               | ""                    |              |
| 330.         | 17.              | 18. travnja 2004.    | "My Big Fat Geek Wedding"                                           | ""                    |              |
| 331.         | 18.              | 25. travnja 2004.    | "Catch 'Em If You Can"                                              | ""                    |              |
| 332.         | 19.              | 2. svibnja 2004.     | "Simple Simpson"                                                    | ""                    |              |
| 333.         | 20.              | 9. svibnja 2004.     | "The Way We Weren't"                                                | ""                    |              |
| 334.         | 21.              | 16. svibnja 2004.    | "Bart-Mangled Banner"                                               | ""                    |              |
| 335.         | 22.              | 23. svibnja 2004.    | "Fraudcast News"                                                    | ""                    |              |

### 16. sezona (2004./05.)
| Broj epizode | Epizoda u sezoni | Premijerno prikazana | Naziv epizode                                  | Geg na školskoj ploči | Geg s kaučom |
| ------------ | ---------------- | -------------------- | ---------------------------------------------- | --------------------- | ------------ |
| 336.         | 1.               | 7. studenog 2004.    | "Treehouse of Horror XV"                       | ""                    |              |
| 337.         | 2.               | 14. studenog 2004.   | "All's Fair in Oven War"                       | ""                    |              |
| 338.         | 3.               | 21. studenog 2004.   | "Sleeping With the Enemy"                      | ""                    |              |
| 339.         | 4.               | 5. prosinca 2004.    | "She Used to Be My Girl"                       | ""                    |              |
| 340.         | 5.               | 12. prosinca 2004.   | "Fat Man and Little Boy"                       | ""                    |              |
| 341.         | 6.               | 16. siječnja 2005.   | "Midnight Rx"                                  | ""                    |              |
| 342.         | 7.               | 30. siječnja 2005.   | "Mommie Beerest"                               | ""                    |              |
| 343.         | 8.               | 6. veljače 2005.     | "Homer and Ned's Hail Mary Pass"               | ""                    |              |
| 344.         | 9.               | 13. veljače 2005.    | "Pranksta Rap"                                 | ""                    |              |
| 345.         | 10.              | 20. veljače 2005.    | "There's Something About Marrying"             | ""                    |              |
| 346.         | 11.              | 6. ožujka 2005.      | "On a Clear Day I Can't See My Sister"         | ""                    |              |
| 347.         | 12.              | 13. ožujka 2005.     | "Goo Goo Gai Pan"                              | ""                    |              |
| 348.         | 13.              | 20. ožujka 2005.     | "Mobile Homer"                                 | ""                    |              |
| 349.         | 14.              | 3. travnja 2005.     | "The Seven-Beer Snitch"                        | ""                    |              |
| 350.         | 15.              | 17. travnja 2005.    | "Future-Drama"                                 | ""                    |              |
| 351.         | 16.              | 1. svibnja 2005.     | "Don't Fear the Roofer"                        | ""                    |              |
| 352.         | 17.              | 1. svibnja 2005.     | "The Heartbroke Kid"                           | ""                    |              |
| 353.         | 18.              | 8. svibnja 2005.     | "A Star Is Torn"                               | ""                    |              |
| 354.         | 19.              | 8. svibnja 2005.     | "Thank God, It's Doomsday"                     | ""                    |              |
| 355.         | 20.              | 15. svibnja 2005.    | "Home Away from Homer"                         | ""                    |              |
| 356.         | 21.              | 15. svibnja 2005.    | "The Father, the Son, and the Holy Guest Star" | ""                    |              |

### 17. sezona (2005./06.)
| Broj epizode | Epizoda u sezoni | Premijerno prikazana | Naziv epizode                        | Geg na školskoj ploči | Geg s kaučom |
| ------------ | ---------------- | -------------------- | ------------------------------------ | --------------------- | ------------ |
| 357.         | 1.               | 11. rujna 2005.      | "Bonfire of the Manatees"            | ""                    |              |
| 358.         | 2.               | 18. rujna 2005.      | "The Girl Who Slept Too Little"      | ""                    |              |
| 359.         | 3.               | 25. rujna 2005.      | "Milhouse of Sand and Fog"           | ""                    |              |
| 360.         | 4.               | 6. studenog 2005.    | "Treehouse of Horror XVI"            | ""                    |              |
| 361.         | 5.               | 13. studenog 2005.   | "Marge's Son Poisoning"              | ""                    |              |
| 362.         | 6.               | 20. studenog 2005.   | "See Homer Run"                      | ""                    |              |
| 363.         | 7.               | 27. studenog 2005.   | "The Last of the Red Hat Mamas"      | ""                    |              |
| 364.         | 8.               | 11. prosinca 2005.   | "The Italian Bob"                    | ""                    |              |
| 365.         | 9.               | 18. prosinca 2005.   | "Simpsons Christmas Stories"         | ""                    |              |
| 366.         | 10.              | 8. siječnja 2006.    | "Homer's Paternity Coot"             | ""                    |              |
| 367.         | 11.              | 29. siječnja 2006.   | "We're on the Road to D'ohwhere"     | ""                    |              |
| 368.         | 12.              | 26. veljače 2006.    | "My Fair Laddy"                      | ""                    |              |
| 369.         | 13.              | 12. ožujka 2006.     | "The Seemingly Never-Ending Story"   | ""                    |              |
| 370.         | 14.              | 19. ožujka 2006.     | "Bart Has Two Mommies"               | ""                    |              |
| 371.         | 15.              | 26. ožujka 2006.     | "Homer Simpson, This Is Your Wife"   | ""                    |              |
| 372.         | 16.              | 2. travnja 2006.     | "Million Dollar Abie"                | ""                    |              |
| 373.         | 17.              | 9. travnja 2006.     | "Kiss Kiss, Bang Bangalore"          | ""                    |              |
| 374.         | 18.              | 23. travnja 2006.    | "The Wettest Stories Ever Told"      | ""                    |              |
| 375.         | 19.              | 30. travnja 2006.    | "Girls Just Want to Have Sums"       | ""                    |              |
| 376.         | 20.              | 7. svibnja 2006.     | "Regarding Margie"                   | ""                    |              |
| 377.         | 21.              | 14. svibnja 2006.    | "The Monkey Suit"                    | ""                    |              |
| 378.         | 22.              | 21. svibnja 2006.    | "Marge and Homer Turn a Couple Play" | ""                    |              |

### 18. sezona (2006./07.)
| Broj epizode | Epizoda u sezoni | Premijerno prikazana | Naziv epizode                                    | Geg na školskoj ploči | Geg s kaučom |
| ------------ | ---------------- | -------------------- | ------------------------------------------------ | --------------------- | ------------ |
| 379.         | 1.               | 10. rujna 2006.      | "The Mook, the Chef, the Wife and Her Homer"     | ""                    |              |
| 380.         | 2.               | 17. rujna 2006.      | "Jazzy and the Pussycats"                        | ""                    |              |
| 381.         | 3.               | 24. rujna 2006.      | "Please Homer, Don't Hammer 'Em"                 | ""                    |              |
| 382.         | 4.               | 5. studenog 2006.    | "Treehouse of Horror XVII"                       | ""                    |              |
| 383.         | 5.               | 12. studenog 2006.   | "G.I. (Annoyed Grunt)"                           | ""                    |              |
| 384.         | 6.               | 19. studenog 2006.   | "Moe'N'a Lisa"                                   | ""                    |              |
| 385.         | 7.               | 26. studenog 2006.   | "Ice Cream of Margie (with the Light Blue Hair)" | ""                    |              |
| 386.         | 8.               | 10. prosinca 2006.   | "The Haw-Hawed Couple"                           | ""                    |              |
| 387.         | 9.               | 17. prosinca 2006.   | "Kill Gil, Volumes I & II"                       | ""                    |              |
| 388.         | 10.              | 7. siječnja, 2007.   | "The Wife Aquatic"                               | ""                    |              |
| 389.         | 11.              | 28. siječnja 2007.   | "Revenge Is a Dish Best Served Three Times"      | ""                    |              |
| 390.         | 12.              | 11. veljače 2007.    | "Little Big Girl"                                | ""                    |              |
| 391.         | 13.              | 18. veljače 2007.    | "Springfield Up"                                 | ""                    |              |
| 392.         | 14.              | 4. ožujka 2007.      | "Yokel Chords"                                   | ""                    |              |
| 393.         | 15.              | 11. ožujka 2007.     | "Rome-old and Juli-eh"                           | ""                    |              |
| 394.         | 16.              | 25. ožujka 2007.     | "Homerazzi"                                      | ""                    |              |
| 395.         | 17.              | 22. travnja 2007.    | "Marge Gamer"                                    | ""                    |              |
| 396.         | 18.              | 29. travnja 2007.    | "The Boys of Bummer"                             | ""                    |              |
| 397.         | 19.              | 6. svibnja 2007.     | "Crook and Ladder"                               | ""                    |              |
| 398.         | 20.              | 13. svibnja 2007.    | "Stop or My Dog Will Shoot"                      | ""                    |              |
| 399.         | 21.              | 20. svibnja 2007.    | "24 Minutes"                                     | ""                    |              |
| 400.         | 22.              | 20. svibnja 2007.    | "You Kent Always Say What You Want"              | ""                    |              |

### 19. sezona (2007./08.)
| Broj epizode | Epizoda u sezoni | Premijerno prikazana | Naziv epizode                                 | Geg na školskoj ploči                  | Geg s kaučom                                                        |
| ------------ | ---------------- | -------------------- | --------------------------------------------- | -------------------------------------- | ------------------------------------------------------------------- |
| 401.         | 1.               | 23. rujna 2007.      | "He Loves to Fly and He D'ohs"                | ""                                     |                                                                     |
| 402.         | 2.               | 30. rujna 2007.      | "Homer of Seville"                            | ""                                     |                                                                     |
| 403.         | 3.               | 7. listopada 2007.   | "Midnight Towboy"                             | ""                                     |                                                                     |
| 404.         | 4.               | 14. listopada 2007.  | "I Don't Wanna Know Why the Caged Bird Sings" | ""                                     |                                                                     |
| 405.         | 5.               | 4. studenog 2007.    | "Treehouse of Horror XVIII"                   | ""                                     |                                                                     |
| 406.         | 6.               | 11. studenog 2007.   | "Little Orphan Millie"                        | "There is no such thing as an iPoddy"  | Soba s kaučem se nalazi na naslovnici časopisa "Moderan Couch Gag". |
| 407.         | 7.               | 18. studenog 2007.   | "Husbands and Knives"                         | "The pilgrims were not illegal aliens" | Kauč se rastvara iz časopisa.                                       |
| 408.         | 8.               | 25. studenog 2007.   | "Funeral for a Fiend"                         | nema gega                              | Kauč se pojavi ispod mađioničareve plahte.                          |
| 409.         | 9.               | 16. prosinca 2007.   | "Eternal Moonshine of the Simpson Mind"       | ""                                     |                                                                     |
| 410.         | 10.              | 6. siječnja 2008.    | "E Pluribus Wiggum"                           | ""                                     |                                                                     |
| 411.         | 11.              | 27. siječnja 2008.   | "That '90s Show"                              | ""                                     |                                                                     |
| 412.         | 12.              | 17. veljače 2008.    | "Love, Springfieldian Style"                  | ""                                     |                                                                     |
| 413.         | 13.              | 2. ožujka 2008.      | "The Debarted"                                | ""                                     |                                                                     |
| 414.         | 14.              | 9. ožujka 2008.      | "Dial 'N' for Nerder"                         | ""                                     |                                                                     |
| 415.         | 15.              | 30. ožujka 2008.     | "Smoke on the Daughter"                       | ""                                     |                                                                     |
| 416.         | 16.              | 13. travnja 2008.    | "Papa Don't Leech"                            | ""                                     |                                                                     |
| 417.         | 17.              | 27. travnja 2008.    | "Apocalypse Cow"                              | ""                                     |                                                                     |
| 418.         | 18.              | 4. svibnja 2008.     | "Any Given Sundance"                          | ""                                     |                                                                     |
| 419.         | 19.              | 11. svibnja 2008.    | "Mona Leaves-a"                               | ""                                     |                                                                     |
| 420.         | 20.              | 18. svibnja 2008.    | "All About Lisa"                              | ""                                     |                                                                     |

### 20. sezona (2008./09.)
| Broj epizode | Epizoda u sezoni | Premijerno prikazana | Naziv epizode                         | Geg na školskoj ploči | Geg s kaučom |
| ------------ | ---------------- | -------------------- | ------------------------------------- | --------------------- | ------------ |
| 421.         | 1.               | 28. rujna 2008.      | "Sex, Pies and Idiot Scrapes"         | ""                    |              |
| 422.         | 2.               | 5. listopada 2008.   | "Lost Verizon"                        | ""                    |              |
| 423.         | 3.               | 19. listopada 2008.  | "Double, Double, Boy in Trouble"      | ""                    |              |
| 424.         | 4.               | 2. studenog 2008.    | "Treehouse of Horror XIX"             | ""                    |              |
| 425.         | 5.               | 9. studenog 2008.    | "Dangerous Curves"                    | ""                    |              |
| 426.         | 6.               | 16. studenog 2008.   | "Homer and Lisa Exchange Cross Words" | ""                    |              |
| 427.         | 7.               | 30. studenog 2008.   | "Mypods and Boomsticks"               | ""                    |              |
| 428.         | 8.               | 7. prosinca 2008.    | "The Burns and the Bees"              | ""                    |              |
| 429.         | 9.               | 25. siječnja 2009.   | "Lisa the Drama Queen"                | ""                    |              |
| 430.         | 10.              | 15. veljače 2009.    | "Take My Life, Please"                | ""                    |              |
| 431.         | 11.              | 1. ožujka 2009.      | "How the Test Was Won"                | ""                    |              |
| 432.         | 12.              | 8. ožujka 2009.      | "No Loan Again, Naturally"            | ""                    |              |
| 433.         | 13.              | 15. ožujka 2009.     | "Gone Maggie Gone"                    | ""                    |              |
| 434.         | 14.              | 17. ožujka 2009.     | "In the Name of the Grandfather"      | ""                    |              |
| 435.         | 15.              | 29. ožujka 2009.     | "Wedding for Disaster"                | ""                    |              |
| 436.         | 16.              | 5. travnja 2009.     | "Eeny Teeny Maya Moe"                 | ""                    |              |
| 437.         | 17.              | 19. travnja 2009.    | "The Good, the Sad and the Drugly"    | ""                    |              |
| 438.         | 18.              | 26. travnja 2009.    | "Father Knows Worst"                  | ""                    |              |
| 439.         | 19.              | 3. svibnja 2009.     | "Waverly Hills 9-0-2-1-D'oh"          | ""                    |              |
| 440.         | 20.              | 10. svibnja 2009.    | "Four Great Women and a Manicure"     | ""                    |              |
| 441.         | 21.              | 17. svibnja 2009.    | "Coming to Homerica"                  | ""                    |              |

### 21. sezona (2009./10.)
| Broj epizode | Epizoda u sezoni | Premijerno prikazana | Naziv epizode                     | Geg na školskoj ploči | Geg s kaučom |
| ------------ | ---------------- | -------------------- | --------------------------------- | --------------------- | ------------ |
| 442.         | 1.               | 27. rujna 2009.      | "Homer the Whopper"               | ""                    |              |
| 443.         | 2.               | 4. listopada 2009.   | "Bart Gets a 'Z'"                 | ""                    |              |
| 444.         | 3.               | 11. listopada 2009.  | "The Great Wife Hope"             | ""                    |              |
| 445.         | 4.               | 18. listopada 2009.  | "Treehouse of Horror XX"          | ""                    |              |
| 446.         | 5.               | 15. studenog 2009.   | "The Devil Wears Nada"            | ""                    |              |
| 447.         | 6.               | 22. studenog 2009.   | "Pranks and Greens"               | ""                    |              |
| 448.         | 7.               | 29. studenog 2009.   | "Rednecks and Broomsticks"        | ""                    |              |
| 449.         | 8.               | 13. prosinca 2009.   | "O Brother, Where Bart Thou?"     | ""                    |              |
| 450.         | 9.               | 3. siječnja 2010.    | "Thursdays with Abie"             | ""                    |              |
| 451.         | 10.              | 10. siječnja 2010.   | "Once Upon a Time in Springfield" | ""                    |              |
| 452.         | 11.              | 31. siječnja 2010.   | "Million Dollar Maybe"            | ""                    |              |
| 453.         | 12.              | 14. veljače 2010.    | "Boy Meets Curl"                  | ""                    |              |
| 454.         | 13.              | 21. veljače 2010.    | "The Color Yellow"                | ""                    |              |
| 455.         | 14.              | 14. ožujka 2010.     | "Postcards from the Wedge"        | ""                    |              |
| 456.         | 15.              | 21. ožujka 2010.     | "Stealing First Base"             | ""                    |              |
| 457.         | 16.              | 28. ožujka 2010.     | "The Greatest Story Ever D'ohed"  | ""                    |              |
| 458.         | 17.              | 11. travnja 2010.    | "American History X-cellent"      | ""                    |              |
| 459.         | 18.              | 18. travnja 2010.    | "Chief of Hearts"                 | ""                    |              |
| 460.         | 19.              | 25. travnja 2010.    | "The Squirt and the Whale"        | ""                    |              |
| 461.         | 20.              | 2. svibnja 2010.     | "To Surveil with Love"            | ""                    |              |
| 462.         | 21.              | 9. svibnja 2010.     | "Moe Letter Blues"                | ""                    |              |
| 463.         | 22.              | 16. svibnja 2010.    | "The Bob Next Door"               | ""                    |              |
| 464.         | 23.              | 23. svibnja 2010.    | "Judge Me Tender"                 | ""                    |              |

- Epizoda povodom 20. godišnjice serijala The Simpsons 20th Anniversary Special – In 3-D! On Ice!, koja je emitirana neposredno nakon "Once Upon a Time in Springfield", dobila je produkcijski broj LABF21 i smatra se dijelom 20. produkcijske sezone i 21. sezone emitiranja, međutim, ne ubraja se u službeni popis sezona.

### 22. sezona (2010./11.)
| Broj epizode | Epizoda u sezoni | Premijerno prikazana | Naziv epizode                               | Geg na školskoj ploči | Geg s kaučom |
| ------------ | ---------------- | -------------------- | ------------------------------------------- | --------------------- | ------------ |
| 465.         | 1.               | 26. rujna 2010.      | "Elementary School Musical"                 | ""                    |              |
| 466.         | 2.               | 3. listopada 2010.   | "Loan-a Lisa"                               | ""                    |              |
| 467.         | 3.               | 10. listopada 2010.  | "MoneyBART"                                 | ""                    |              |
| 468.         | 4.               | 7. studenog 2010.    | "Treehouse of Horror XXI"                   | ""                    |              |
| 469.         | 5.               | 14. studenog 2010.   | "Lisa Simpson, This Isn't Your Life"        | ""                    |              |
| 470.         | 6.               | 21. studenog 2010.   | "The Fool Monty"                            | ""                    |              |
| 471.         | 7.               | 28. studenog 2010.   | "How Munched Is That Birdie in the Window?" | ""                    |              |
| 472.         | 8.               | 5. prosinca 2010.    | "The Fight Before Christmas"                | ""                    |              |
| 473.         | 9.               | 12. prosinca 2010.   | "Donnie Fatso"                              | ""                    |              |
| 474.         | 10.              | 9. siječnja 2011.    | "Moms I'd Like to Forget"                   | ""                    |              |
| 475.         | 11.              | 16. siječnja 2011.   | "Flaming Moe"                               | ""                    |              |
| 476.         | 12.              | 23. siječnja 2011.   | "Homer the Father"                          | ""                    |              |
| 477.         | 13.              | 13. veljače 2011.    | "The Blue and the Gray"                     | ""                    |              |
| 478.         | 14.              | 20. veljače 2011.    | "Angry Dad: The Movie"                      | ""                    |              |
| 479.         | 15.              | 6. ožujka 2011.      | "The Scorpion's Tale"                       | ""                    |              |
| 480.         | 16.              | 13. ožujka 2011.     | "A Midsummer's Nice Dream"                  | ""                    |              |
| 481.         | 17.              | 27. ožujka 2011.     | "Love Is a Many Strangled Thing"            | ""                    |              |
| 482.         | 18.              | 10. travnja 2011.    | "The Great Simpsina"                        | ""                    |              |
| 483.         | 19.              | 1. svibnja 2011.     | "The Real Housewives of Fat Tony"           | ""                    |              |
| 484.         | 20.              | 8. svibnja 2011.     | "Homer Scissorhands"                        | ""                    |              |
| 485.         | 21.              | 15. svibnja 2011.    | "500 Keys"                                  | ""                    |              |
| 486.         | 22.              | 22. svibnja 2011.    | "The Ned-Liest Catch"                       | ""                    |              |

### 23. sezona (2011./12.)
| Broj epizode | Epizoda u sezoni | Premijerno prikazana | Naziv epizode                                       | Geg na školskoj ploči | Geg s kaučom |
| ------------ | ---------------- | -------------------- | --------------------------------------------------- | --------------------- | ------------ |
| 487.         | 1.               | 25. rujna 2011.      | "The Falcon and the D'ohman"                        | ""                    |              |
| 488.         | 2.               | 2. listopada 2011.   | "Bart Stops to Smell the Roosevelts"                | ""                    |              |
| 489.         | 3.               | 30. listopada 2011.  | "Treehouse of Horror XXII"                          | ""                    |              |
| 490.         | 4.               | 6. studenog 2011.    | "Replaceable You"                                   | ""                    |              |
| 491.         | 5.               | 13. studenog 2011.   | "The Food Wife"                                     | ""                    |              |
| 492.         | 6.               | 20. studenog 2011.   | "The Book Job"                                      | ""                    |              |
| 493.         | 7.               | 27. studenog 2011.   | "The Man in the Blue Flannel Pants"                 | ""                    |              |
| 494.         | 8.               | 4. prosinca 2011.    | "The Ten-Per-Cent Solution"                         | ""                    |              |
| 495.         | 9.               | 11. prosinca 2011.   | "Holidays of Future Passed"                         | ""                    |              |
| 496.         | 10.              | 8. siječnja 2012.    | "Politically Inept, with Homer Simpson"             | ""                    |              |
| 497.         | 11.              | 15. siječnja 2012.   | "The D'oh-cial Network"                             | ""                    |              |
| 498.         | 12.              | 29. siječnja 2012.   | "Moe Goes from Rags to Riches"                      | ""                    |              |
| 499.         | 13.              | 12. veljače 2012.    | "The Daughter Also Rises"                           | ""                    |              |
| 500.         | 14.              | 19. veljače 2012.    | "At Long Last Leave"                                | ""                    |              |
| 501.         | 15.              | 4. ožujka 2012.      | "Exit Through the Kwik-E-Mart"                      | ""                    |              |
| 502.         | 16.              | 11. ožujka 2012.     | "How I Wet Your Mother"                             | ""                    |              |
| 503.         | 17.              | 18. ožujka 2012.     | "Them, Robot"                                       | ""                    |              |
| 504.         | 18.              | 15. travnja 2012.    | "Beware My Cheating Bart"                           | ""                    |              |
| 505.         | 19.              | 29. travnja 2012.    | "A Totally Fun Thing That Bart Will Never Do Again" | ""                    |              |
| 506.         | 20.              | 6. svibnja 2012.     | "The Spy Who Learned Me"                            | ""                    |              |
| 507.         | 21.              | 13. svibnja 2012.    | "Ned 'n Edna's Blend"                               | ""                    |              |
| 508.         | 22.              | 20. svibnja 2012.    | "Lisa Goes Gaga"                                    | ""                    |              |

### 24. sezona (2012./13.)
| Broj epizode | Epizoda u sezoni | Premijerno prikazana | Naziv epizode                     | Geg na školskoj ploči | Geg s kaučom |
| ------------ | ---------------- | -------------------- | --------------------------------- | --------------------- | ------------ |
| 509.         | 1.               | 30. rujna 2012.      | "Moonshine River"                 | ""                    |              |
| 510.         | 2.               | 7. listopada 2012.   | "Treehouse of Horror XXIII"       | ""                    |              |
| 511.         | 3.               | 4. studenog 2012.    | "Adventures in Baby-Getting"      | ""                    |              |
| 512.         | 4.               | 11. studenog 2012.   | "Gone Abie Gone"                  | ""                    |              |
| 513.         | 5.               | 18. studenog 2012.   | "Penny-Wiseguys"                  | ""                    |              |
| 514.         | 6.               | 25. studenog 2012.   | "A Tree Grows in Springfield"     | ""                    |              |
| 515.         | 7.               | 9. prosinca 2012.    | "The Day the Earth Stood Cool"    | ""                    |              |
| 516.         | 8.               | 16. prosinca 2012.   | "To Cur with Love"                | ""                    |              |
| 517.         | 9.               | 6. siječnja 2013.    | "Homer Goes to Prep School"       | ""                    |              |
| 518.         | 10.              | 13. siječnja 2013.   | "A Test Before Trying"            | ""                    |              |
| 519.         | 11.              | 27. siječnja 2013.   | "The Changing of the Guardian"    | ""                    |              |
| 520.         | 12.              | 10. veljače 2013.    | "Love is a Many-Splintered Thing" | ""                    |              |
| 521.         | 13.              | 17. veljače 2013.    | "Hardly Kirk-ing"                 | ""                    |              |
| 522.         | 14.              | 3. ožujka 2013.      | "Gorgeous Grampa"                 | ""                    |              |
| 523.         | 15.              | 10. ožujka 2013.     | "Black Eyed, Please"              | ""                    |              |
| 524.         | 16.              | 17. ožujka 2013.     | "Dark Knight Court"               | ""                    |              |
| 525.         | 17.              | 14. travnja 2013.    | "What Animated Women Want"        | ""                    |              |
| 526.         | 18.              | 28. travnja 2013.    | "Pulpit Friction"                 | ""                    |              |
| 527.         | 19.              | 5. svibnja 2013.     | "Whiskey Business"                | ""                    |              |
| 528.         | 20.              | 12. svibnja 2013.    | "The Fabulous Faker Boy"          | ""                    |              |
| 529.         | 21.              | 19. svibnja 2013.    | "The Saga of Carl"                | ""                    |              |
| 530.         | 22.              | 19. svibnja 2013.    | "Dangers on a Train"              | ""                    |              |

### 25. sezona (2013./14.)
| Broj epizode | Epizoda u sezoni | Premijerno prikazana | Naziv epizode                           | Geg na školskoj ploči                                    | Geg s kaučom                           |
| ------------ | ---------------- | -------------------- | --------------------------------------- | -------------------------------------------------------- | -------------------------------------- |
| 531.         | 1.               | 29. rujna 2013.      | "Homerland"                             | "25 years and they can't come up with a new punishment?" | Svi osim Homera smiju proći na zabavu. |
| 532.         | 2.               | 6. listopada 2013.   | "Treehouse of Horror XXIV"              | "All work and no play makes Jack a dull boy"             | Posebna uvodna špica za Noć Vještica.  |
| 533.         | 3.               | 3. studenog 2013.    | "Four Regrettings and a Funeral"        | "We'll really miss you, Mrs. K."                         |                                        |
| 534.         | 4.               | 10. studenog 2013.   | "YOLO"                                  | "My school schedule does NOT include a bye week."        |                                        |
| 535.         | 5.               | 17. studenog 2013.   | "Labor Pains"                           | "Rocktober is not followed by Blowvember"                |                                        |
| 536.         | 6.               | 24. studenog 2013.   | "The Kid Is All Right"                  | nema gega                                                |                                        |
| 537.         | 7.               | 8. prosinca 2013.    | "Yellow Subterfuge"                     | "I will stop asking when Santa goes to the bathroom"     |                                        |
| 538.         | 8.               | 15. prosinca 2013.   | "White Christmas Blues"                 | "I will not call my teacher Prancer and Vixen"           |                                        |
| 539.         | 9.               | 5. siječnja 2013.    | "Steal This Episode"                    | nema gega                                                |                                        |
| 540.         | 10.              | 12. siječnja 2013.   | "Married to the Blob"                   | "Judas Priest is not Death Metal"                        |                                        |
| 541.         | 11.              | 26. siječnja 2013.   | "Specs and the City"                    | ""                                                       |                                        |
| 542.         | 12.              | 9. ožujka 2014.      | "Diggs"                                 | ""                                                       |                                        |
| 543.         | 13.              | 9. ožujka 2014.      | "The Man Who Grew Too Much"             | ""                                                       |                                        |
| 544.         | 14.              | 16. ožujka 2014.     | "The Winter of His Content"             | ""                                                       |                                        |
| 545.         | 15.              | 23. ožujka 2014.     | "The War of Art"                        | ""                                                       |                                        |
| 546.         | 16.              | 30. ožujka 2014.     | "You Don't Have to Live Like a Referee" | ""                                                       |                                        |
| 547.         | 17.              | 6. travnja 2014.     | "Luca$"                                 | ""                                                       |                                        |
| 548.         | 18.              | 13. travnja 2014.    | "Days of Future Future"                 | ""                                                       |                                        |
| 549.         | 19.              | 27. travnja 2014.    | "What to Expect When Bart's Expecting"  | ""                                                       |                                        |
| 550.         | 20.              | 4. svibnja 2014.     | "Brick Like Me"                         | ""                                                       |                                        |
| 551.         | 21.              | 11. svibnja 2014.    | "Pay Pal"                               | ""                                                       |                                        |
| 552.         | 22.              | 18. svibnja 2014.    | "The Yellow Badge of Cowardge"          | ""                                                       |                                        |

### 26. sezona (2014./15.)
| Broj epizode | Epizoda u sezoni | Premijerno prikazana | Naziv epizode                   | Geg na školskoj ploči | Geg s kaučom |
| ------------ | ---------------- | -------------------- | ------------------------------- | --------------------- | ------------ |
| 553.         | 1.               | 28. rujna 2014.      | "Clown in the Dumps"            | ""                    |              |
| 554.         | 2.               | 5. listopada 2014.   | "The Wreck of the Relationship" | ""                    |              |
| 555.         | 3.               | 12. listopada 2014.  | "Super Franchise Me"            | ""                    |              |
| 556.         | 4.               | 19. listopada 2014.  | "Treehouse of Horror XXV"       | ""                    |              |
| 557.         | 5.               | 2. studenog 2014.    | "Opposites A-Frack"             | ""                    |              |
| 558.         | 6.               | 9. studenog 2014.    | "Simpsorama"                    | ""                    |              |
| 559.         | 7.               | 16. studenog 2014.   | "Blazed and Confused"           | ""                    |              |
| 560.         | 8.               | 23. studenog 2014.   | "Covercraft"                    | ""                    |              |
| 561.         | 9.               | 7. prosinca 2014.    | "I Won't Be Home for Christmas" | ""                    |              |
| 562.         | 10.              | 4. siječnja 2015.    | "The Man Who Came to Be Dinner" | ""                    |              |
| 563.         | 11.              | 11. siječnja 2015.   | "Bart's New Friend"             | ""                    |              |
| 564.         | 12.              | 25. siječnja 2015.   | "The Musk Who Fell to Earth"    | ""                    |              |
| 565.         | 13.              | 8. veljače 2015.     | "Walking Big & Tall"            | ""                    |              |
| 566.         | 14.              | 15. veljače 2015.    | "My Fare Lady"                  | ""                    |              |
| 567.         | 15.              | 1. ožujka 2015.      | "The Princess Guide"            | ""                    |              |
| 569.         | 16.              | 8. ožujka 2015.      | "Sky Police"                    | ""                    |              |
| 570.         | 17.              | 15. ožujka 2015.     | "Waiting for Duffman"           | ""                    |              |
| 571.         | 18.              | 19. travnja 2015.    | "Peeping Mom"                   | ""                    |              |
| 572.         | 19.              | 26. travnja 2015.    | "The Kids Are All Fight"        | ""                    |              |
| 572.         | 20.              | 3. svibnja 2015.     | "Let's Go Fly a Coot"           | ""                    |              |
| 573.         | 21.              | 10. svibnja 2015.    | "Bull-E"                        | ""                    |              |
| 574.         | 22.              | 17. svibnja 2015.    | "Mathlete's Feat"               | ""                    |              |

## Vanjske poveznice
- Popis epizoda The Simpsons na The Simpsons.com (engl.)
- Popis epizoda The Simpsons na IMDb (engl.)
- Popis epizoda The Simpsons na TV.com  Arhivirana inačica izvorne stranice od 22. kolovoza 2020. (Wayback Machine) (engl.)